# 1736 en droit
Cet article présente les faits marquants de l'année 1736 en droit.

## Événements
- L’idée d’introduire au Grand-Conseil de Venise la noblesse de Terre Ferme pour donner un nouvel élan à l’État, proposée par Scipione Maffei, est repoussée[1].

- Avril[2] : le Parlement britannique vote le Gin Act contre l'ivresse publique, qui entre en application le 29 septembre[3]. La loi, proposé par Sir Joseph Jekyll, limite la vente d’alcool aux consommateurs en établissant de forts droits à la production (distillation) et à la consommation (détaillants). Le bas prix du blé a facilité la production d’alcool depuis 1720. En 1736, on compte 7000 débits de gin sans licence à Londres.

- 14 avril : Porteous riot. L’exécution d’un contrebandier à Édimbourg provoque une émeute[4].

- 24 avril : édit interdisant aux Chinois de se convertir au christianisme[5].

- 31 décembre, Russie : loi limitant les obligations militaires de la noblesse de service et permettant à l’un des fils de famille de vivre sur ses terres[6].

## Décès
- 2 décembre : Jean-Pierre Gibert, théologien et jurisconsulte français, spécialiste de droit canon (° octobre 1660).